# نافالني (فلم)
نافالني (بالإنجليزية: Navalny) هو فيلم وثائقي صدرَ عام 2022 من إخراج دانيال روهر. تدور أحداث الفيلم حول زعيم المعارضة الروسي أليكسي نافالني والأحداث المتعلقة بتسميمه. أُنتجَ الفيلم من طرفِ إتش بي أو ماكس بالشراكةِ معَ سي إن إن فيلمز، وعُرضَ لأول مرة في 25 كانون الثاني/يناير 2022 في مهرجان صندانس السينمائي، حيثُ لاقى استحسان النقاد والجمهور وفاز بجائزة الجمهور في مسابقة الأفلام الوثائقية الأمريكية وجائزة المهرجان المفضّل، كما فاز بجائزة أفضل فيلم وثائقي في حفل توزيع جوائز الأوسكار الـ 95، وفاز بجائزة أفضل فيلم وثائقي سياسي في حفل توزيع جوائز اختيار النقاد السابع للأفلام الوثائقية، وحصل على جائزة أفضل فيلم وثائقي في حفل توزيع جوائز الأكاديمية البريطانية السينمائية الـ 76.

## ملخص الفيلم
يحكي الفيلم عن الأحداث المتعلقة بتسميم زعيم المعارضة الروسية أليكسي نافالني والتحقيق اللاحق في التسمّم، حيث يعود الفيلم لتاريخ العشرين من آب/أغسطس 2020 وهو اليوم الذي تعرَّضَ فيه نافالني للتسميم بغاز الأعصاب نوفيتشوك، فمرضَ أثناء رحلة جويّة من مدينة تومسك إلى العاصِمة موسكو، ثم نُقلَ على إثر ذلك للمستشفى وهو في حالة خطيرة. وصلَ نافالني إلى مستشفى محليّ في مدينة أومسك بعد هبوطٍ اضطراري هناك، ودخل في غيبوبة، ثم نُقل بعد يومين إلى مستشفى شاريتيه في العاصمة الألمانيّة برلين. أكَّدت خمسُ مختبراتٍ معتمدةٍ من منظمة حظر الأسلحة الكيميائية تعرّض نافالني للتسميم عبر غاز الأعصاب. وقد ألقى المعارِض الروسي باللومِ على الرئيس فلاديمير بوتين محمّلًا إيّاه المسؤوليّة، بينما نفى الكرملين مرارًا تورّط بوتين أو الدولة الروسيّة بصفة عامّة في العمليّة.
يُصوِّر الفيلم كيف كشفَ الصحفي كريستو جروزيف وماريا بيفشيخ من لجنة التحقيق في مؤسسة نافالني لمكافحة الفساد تفاصيل عمليّة التسميم ومعلومات إضافيّة كشفَت تورط بوتين وأجهزة الدولة الروسيّة. وصفَ المخرج الفيلم بأنه «قصة رجلٍ وصراعه مع نظام استبدادي».

## الإنتاج
أُعلنَ عن مشروع إنتاج هذا الفيلم الوثائقي لأول مرة في 13 كانون الثاني/يناير 2021. أخرج الفيلم صانع الأفلام الوثائقية الكندي دانيال روهر، الذي خطَّطَ في الأصل لإنتاج فيلمٍ عن أحد تحقيقات كريستو غروزيف. بدأ التصوير بعد فترة وجيزة من خروجِ نافالني من غيبوبته، واستمرَّ حتى اعتقاله في يناير 2021، حيث ظلَّ طاقم الفيلم بجانبه إلى حين الوصول للمطار. أنتجَت شركة إتش بي أو ماكس الفيلم رفقة سي إن إن فيلمز وبالشراكةِ مع فيشباول فيلمز واستوديوهات رايفيلم و كوتاج إم.

## العرض
عُرض الفيلم لأول مرة في 25 كانون الثاني/يناير 2022 في مهرجان صندانس السينمائي باعتباره العرض الأخير في قسم مسابقة الأفلام الوثائقية الأمريكية، حيث فاز بجائزة المهرجان المفضَّلة وجائزة الجمهور عن فئة الأفلام الوثائقية. أعلنت شركة وارنر برذرز بيكتشرز في آذار/مارس 2022 أنها حصلت على حقوق توزيع الفيلم في الولايات المتحدة ووضعته للعرض في 11 أبريل و12 نيسان/أبريل 2022.
عُرض الفيلم لأول مرة في 24 نيسان/أبريل 2022 على قناة سي إن إن في الولايات المتحدة، وكذلك على منصة البث السي إن إن +، فيما بدأ البث على إتش بي أو ماكس في 26 أيار/مايو 2022. كما عُرضَ على بي بي سي تو في 25 آذار/مارس 2022.

## الاستقبال
منحَ الناقد في صحيفة الغارديان فيل هاريسون تقييم خمسة من على خمسة وعلَّق مُضيفًا: «... يدخلُ هذا الفيلم الوثائقي المرعب إلى عوالم فيلم الإثارة والتشويق بعيد المنال، ومع ذلك فهو صحيح [واقعي] بالكامل». أضاف الناقد السينمائي في نيويورك تايمز بن كينيجسبيرج الفيلم إلى «قائمة النقاد» وأثنى عليه هو الآخر قائلًا: «لقد قدَّمَ روهر نظرة متوترة وممتعة إلى نافالني ودائرته الداخلية».

## الجوائز
| الجائزة                                      | تاريخ الحفل    | الفئة                                  | المستلم (المستلمون)                                           | النتيجة | المرجع        |
| -------------------------------------------- | -------------- | -------------------------------------- | ------------------------------------------------------------- | ------- | ------------- |
| مهرجان صندانس السينمائي                      | 30 يناير 2022  | جائزة الجمهور: فئة الفيلم الوثائقي     | نافالني                                                       | فوز     | [ 21 ]        |
| مهرجان صندانس السينمائي                      | 30 يناير 2022  | الجائزة المفضَّلة للمهرجان               | نافالني                                                       | فوز     | [ 21 ]        |
| جوائز اختيار النقاد للأفلام الوثائقية        | 13 نوفمبر 2022 | أفضل فيلم وثائقي                       | نافالني                                                       | رُشِّح     | [ 22 ] [ 23 ] |
| جوائز اختيار النقاد للأفلام الوثائقية        | 13 نوفمبر 2022 | أفضل فيلم وثائقي سياسي                 | نافالني                                                       | فوز     | [ 22 ] [ 23 ] |
| جوائز اختيار النقاد للأفلام الوثائقية        | 13 نوفمبر 2022 | أفضل مخرج                              | دانيال روهر                                                   | رُشِّح     | [ 22 ] [ 23 ] |
| جوائز اختيار النقاد للأفلام الوثائقية        | 13 نوفمبر 2022 | أفضل تقييم                             | ماريوس دي فريس ومات روبرتسون                                  | رُشِّح     | [ 22 ] [ 23 ] |
| جوائز اختيار النقاد للأفلام الوثائقية        | 13 نوفمبر 2022 | أفضل مونتاج                            | لانغدون بيج ومايا ديزي هوك                                    | رُشِّح     | [ 22 ] [ 23 ] |
| جمعية سان دييغو لنقاد السينما                | 6 يناير 2023   | أفضل فيلم وثائقي                       | نافالني                                                       | رُشِّح     | [ 24 ]        |
| دائرة نقاد السينما بمنطقة خليج سان فرانسيسكو | 9 يناير 2023   | أفضل فيلم وثائقي                       | نافالني                                                       | رُشِّح     | [ 25 ]        |
| سينما آي أونرز                               | 12 يناير 2023  | ميزة غير خيالية رائعة                  | دانيال روهر وأوديسا راي وديان بيكر وميلاني ميلر وشين بوريس    | رُشِّح     | [ 26 ] [ 27 ] |
| سينما آي أونرز                               | 12 يناير 2023  | الإنتاج المتميّز                        | أوديسا راي وديان بيكر وميلاني ميلر وشين بوريس                 | فوز     | [ 26 ] [ 27 ] |
| سينما آي أونرز                               | 12 يناير 2023  | جائزة اختيار الجمهور                   | نافالني                                                       | فوز     | [ 26 ] [ 27 ] |
| سينما آي أونرز                               | 12 يناير 2023  | الأشياء التي لا تُنسى                   | أليكسي نافالني                                                | فوز     | [ 26 ] [ 27 ] |
| جمعية نقاد السينما في جورجيا                 | 13 يناير 2023  | أفضل فيلم وثائقي                       | نافالني                                                       | رُشِّح     | [ 28 ]        |
| جمعية سياتل لنقاد السينما                    | 17 يناير 2023  | أفضل فيلم وثائقي                       | نافالني                                                       | رُشِّح     | [ 29 ]        |
| جمعية هيوستن لنقاد السينما                   | 18 فبراير 2023 | أفضل فيلم وثائقي                       | نافالني                                                       | رُشِّح     | [ 30 ]        |
| جوائز نقابة المخرجين الأمريكية               | 18 فبراير 2023 | إنجاز إداري متميز في الأفلام الوثائقية | دانيال روهر                                                   | رُشِّح     | [ 31 ]        |
| جوائز الأكاديمية البريطانية للأفلام          | 19 فبراير 2023 | أفضل فيلم وثائقي                       | دانيال روهر ، ديان بيكر ، شين بوريس ، ميلاني ميلر، أوديسا راي | فوز     | [ 32 ]        |
| جوائز السينما من أجل السلام                  | 24 فبراير 2023 | جائزة العدالة                          | نافالني                                                       | فوز     | [ 33 ]        |
| جوائز نقابة المنتجين الأمريكية               | 25 فبراير 2023 | منتج متميز للصور المسرحية الوثائقية    | أوديسا راي وديان بيكر وميلاني ميلر وشين بوريس                 | فوز     | [ 34 ] [ 35 ] |
| جوائز الأوسكار                               | 12 مارس 2023   | أفضل فيلم وثائقي طويل                  | نافالني                                                       | فوز     | [ 36 ]        |